# Derby Makinka
Derby Makinka (né le 5 septembre 1965 à Harare à l'époque en Rhodésie du Sud et aujourd'hui au Zimbabwe, et mort le 27 avril 1993 dans l'océan Atlantique au large des côtes du Gabon lors d'un accident d'avion) est un footballeur international zambien, qui évoluait au poste de milieu de terrain.

## Biographie

### Carrière en sélection
Avec l'équipe de Zambie, il joue entre 1986 et 1993. 
Il figure dans le groupe des sélectionnés lors des Coupes d'Afrique des nations de 1986, de 1990 et enfin de 1992. La sélection zambienne se classe troisième de la compétition en 1990.
Il participe également aux Jeux olympiques d'été de 1988 organisés en Corée du Sud. Lors du tournoi olympique, il joue 4 matchs et la sélection zambienne atteint le stade des quarts de finale.
Il joue enfin 10 matchs comptant pour les tours préliminaires de la coupe du monde, lors des éditions 1986, 1990 et 1994.

## Palmarès
Lech Poznań
- Championnat de Pologne (1) :
  - Champion : 1991-92.